# Emmy Eisenberg

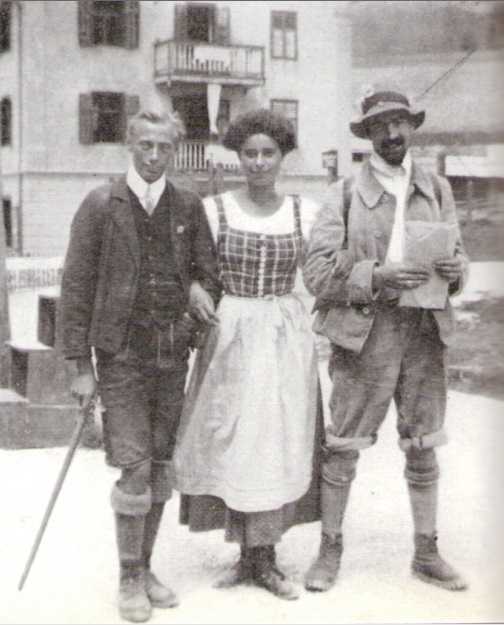
Emmy Eisenberg 1911 in Gröden zwischen Paul Preuss und Walter Schmidkunz

Emmy Eisenberg (verheiratete Emmy Hartwich-Brioschi; geboren am 3. Februar 1888 in Wien; gestorben 13. August 1980 ebenda) war eine österreichische Bergsteigerin, Kletterin und Essayistin.

## Leben
Emmy Eisenberg wurde 1888 in Wien in eine jüdische Familie geboren; ihr Vater James Eisenberg stammte aus Prag und war Arzt, ihre Mutter Karoline „Lili“ Mauthner war die Tochter des Hof-Advokaten Philipp von Mauthner. Beide Elternteile werden im Tagebuch von Arthur Schnitzler erwähnt. Emmy war eine für die damalige Zeit sehr gebildete Frau; sie war geprüfte Sprachlehrerin und beherrschte fünf Sprachen. Sie veröffentlichte eine Reihe von Essays; am bekanntesten sind ihre Veröffentlichungen über das Klettern.
Am 17. Dezember 1914 heiratete sie Alexander Hartwich (1888–1979); um ihn heiraten zu können, ließ sich Emmy vier Wochen vor der Hochzeit protestantisch taufen. Nach der Hochzeit unterzeichnete sie ihre Veröffentlichungen mit Emmy Eisenberg-Hartwich. Im Juni 1921 ließ sie sich von Hartwich scheiden. In den 1920er-Jahren heiratete sie Otto Brioschi (1901–1966), der aus einer wohlhabenden Wiener Familie stammte. Von da an nannte sie sich Emmy Hartwich-Brioschi. Ab Ende der 1920er-Jahre war Eisenberg viel in den Dolomiten, zuletzt bei der Trauerfeier für ihren Freund und Kletterpartner Emilio Comici im Oktober 1940. Im selben Jahr übersiedelte sie in die Provence; dort überlebte sie unter dem Vichy-Regime den Zweiten Weltkrieg. Das Ende des Krieges erlebte sie in Nizza.
Ihr Leben lang erinnerte sich Eisenberg an „Pauli“, wie sie ihre große Jugendliebe, den Alpinisten Paul Preuß, nannte, der 1913 im Alter von 27 Jahren tödlich abstürzte. 1928 lernte sie den Bergsteiger und Schriftsteller Severino Casara kennen, der am Leben von Preuß sehr interessiert war. Gemeinsam reisten sie nach Altaussee und besuchten Preuß’ Familie und sein Grab. Eisenberg stellte Casara viele Unterlagen von Preuß zur Verfügung wie Briefe und sein Tourenbuch, die sie von Sophie Schaar, seiner älteren Schwester, erhalten hatte. Casara und Eisenberg arbeiteten für ein Buch über Preuß zusammen, das 1970 unter dem Titel Preuss, l’alpinista leggendario (deutsch: „Preuß, der legendäre Alpinist“) veröffentlicht wurde. Ende der 1970er-Jahre teilte die über 90-Jährige ihre Erinnerungen mit Reinhold Messner, der diese in sein Buch über Paul Preuß einfließen ließ.
Eisenberg galt als moderne Frau, die sich wenig an Konventionen hielt. So war sie oft allein mit männlichen Kletterpartnern unterwegs, obwohl das als moralisch verwerflich galt und den Ruf einer Frau ruinieren konnte. Sie trug bereits sehr früh in den Bergen immer Hosen, obwohl das für Frauen als unschicklich angesehen wurde. Eisenberg reiste viel; nachgewiesen ist, dass sie in Paris, Venedig, Florenz, Rom, in den Pyrenäen, in Schottland, in Palästina, am Bosporus und in Athen war.

## Alpinistische Karriere
Eisenberg, eine begabte Kletterin und Bergsteigerin, war mit den berühmtesten Bergsteigern ihrer Zeit bekannt und unternahm mit ihnen zahlreiche Klettertouren. Dazu gehörten neben Paul Preuß Kletterer wie Rudolf Redlich, Guido Mayer, Emilio Comici und Mary Varale. Vor allem mit Paul Preuß war sie eng verbunden; Eisenberg war häufig seine Seilpartnerin bei schweren und schwierigen Touren. Ihr Kletterstil wurde als „leicht wie eine Feder“ beschrieben, sie galt als ausdauernd und ehrgeizig. Sie soll sich nie beklagt haben, weder über die Schwere einer Tour noch über Unannehmlichkeiten. Ihre Stärken waren glatte und überhängende Wände, Traversen und Risse. Sie selbst bekannte freimütig, dass sie manchmal in Kaminen Schwierigkeiten hatte. Über sich selbst schrieb sie sehr bescheiden: „Eine wirklich gute Bergsteigerin war ich nie, nur recht geschickt, nie ängstlich, sehr leicht im Gewicht und ungemein begeistert, also tauglich zum Mitgenommen-Werden. Dass es die Besten mehrerer Epochen waren, die mich mitnahmen, bleibt mein Stolz.“ Trotz ihrer bescheidenen Selbsteinschätzung gehörte sie nach dem Urteil anerkannter Bergsteiger zu den besten Kletterinnen ihrer Zeit.
Sie begann bereits sehr früh mit dem Klettern, zuerst in den Wiener Hausbergen. So hat sie zusammen mit Guido Mayer und Otto Friedmann den „Emmysteig“ auf der Rax erstbegangen. Sie war auch die erste Frau, die durch die Triglav-Nordwand kletterte, die 1000 Meter hohe Wand des höchsten Berges in Slowenien. Zwischen 1908 und 1913 war sie viel mit Paul Preuß im Wilden Kaiser. Häufig waren sie in diesem Gebirge auch zu viert unterwegs: Eisenberg und Preuß sowie Hans Dülfer mit seiner Freundin Hanne Franz. Nach dem Tod von Preuß kletterte sie viel mit Emilio Comici und Antonio Berti in den Dolomiten. Eisenberg hatte Comici im August 1929 am Rifugio Luzzati kennengelernt, als sie mit Casara und Mario Salvadori unterwegs war. Obwohl Comici ein überzeugter Faschist war, bewunderte sie ihn als exzellenten Kletterer. Umgekehrt stieß sich Comici nicht daran, dass Eisenberg jüdischer Herkunft war. Die „Punta Emmy“, eine Bergspitze im Sorapiss, ist nach Eisenberg benannt.
Eisenberg war viel in den Tiroler Bergen und besonders in den Dolomiten unterwegs. Ein 1927 verfasster Artikel schildert ihre Besteigung der Vajolet-Türme in der Rosengartengruppe, auch heute noch eine anstrengende Klettertour. Am 25. August 1929 gelang ihr mit Comici, Casara, Fabja und Salvadori die Erstbegehung der „Croda del Valico“ im Sorapiss und im August 1933 zusammen mit Salvadori die Erstbesteigung des „Torre Rimbianco“ in der Cadini-Gruppe.
Eisenberg war Mitglied in der Sektion Donauland des Deutschen und Österreichischen Alpenvereins, die viele wegen Antisemitismus aus anderen Sektionen verstoßene Mitglieder aufgenommen hatte.

## Schriften
1924 veröffentlichte Eisenberg in der Zeitschrift des Deutschen und Oesterreichischen Alpenvereins den Artikel Frau in den Bergen, eine heitere Plauderei über ernste Dinge. Darin stellte sie die Frage, warum Frauen in ihrer Eignung als Bergsteigerinnen nicht gewürdigt werden. Frauen hätten durchaus wesentliche Bergsteiger-Eigenschaften, die Männer würden diese aber bei Frauen anders benennen. Diese weiblichen und männlichen Beschreibungen stellt sie satirisch einander gegenüber: „Nur, da die Nomenklatur von Männern gemacht wurde, heißen sie bei uns anders. Und zwar: Mut – blöder Leichtsinn, Entschlossenheit – sträflicher Eigensinn, Ausdauer – eine gewisse Zähigkeit, Geistesgegenwart – glücklicher Zufall, Liebe zur Sache – Liebe zum Mann …“. Sie führt aus, dass für viele Männer Bergsteigen eine Sache der Konkurrenz sei und vor allem in Dreierseilschaften der Mann als Dritter die Konkurrenz einer Frau vor ihm nur schwer ertragen könne. In Eisenbergs Worten: „Denn wie kann eine Frau das Gleiche leisten wie er! Welche Frechheit!“ und im Weiteren: „Einen überlegenen Führer anzuerkennen, das vermag er, aber sich auf die gleiche Stufe mit einer Bergsteigerin stellen zu lassen, das ist zu viel verlangt.“ Um den Frieden zu wahren, müsse die Frau den Mann im Glauben lassen, er wäre der beste Kletterer und sie bedürfe seines Rates. Keinesfalls dürfe er den Eindruck haben, sie sei besser als er. Sie könne ihn am ehesten für sich gewinnen, wenn „sie ihn bei seiner Eitelkeit packt“. Ihre Überlegungen setzte sie in witziger Form mit viel Ironie um.
Zeitgenössische Autoren haben diese Ironie wohl nicht erkannt und vieles wörtlich genommen. So beantwortet Margarete Große die Schrift von Eisenberg, Große nimmt Eisenbergs Text aber wörtlich und ignoriert die entsprechenden ironischen Textsignale. Selbst in der 2010 veröffentlichten Geschichte der Sektion Bayernland finden sich noch Spuren dieser Interpretationen.
Eisenberg war nicht nur eine engagierte Kletterin, sondern setzte sich auch für Frauen im gesellschaftlichen Leben ein; das sei allerdings unvergleichlich mühsamer. Oder in den Worten von Eisenberg: „Die Berge sind die einzigen sichtbaren Ideale, die man schnell erreichen kann.“ Sie galt als witzig und geistreich, daher waren ihre Schriften beliebt.
Eisenberg schrieb auch Tourenberichte, die sie im Nachrichtenblatt ihrer Alpenvereinssektion Donauland veröffentlichte. So erschienen 1925 von ihr zwei Berichte in den Mitteilungen: Triglav Nordwand im Juni (S. 43) und Eine Besteigung des Monte Cinto auf Korsika (S. 157). Aus dem Jahr 1930 sind ebenfalls zwei Aufsätze überliefert: Eine seltsame Kletterei (S. 29) und Die kleinste Zinne (S. 109). Da damals Tourenberichte nur akzeptiert wurden, wenn die Verfasser die Touren selbst gemacht hatten, zeigt dies auch, wie viel und wie schwer Eisenberg geklettert ist.

## Gedenken
Eisenberg wurde weitgehend vergessen, und die über sie vorliegenden Informationen sind fragmentarisch. Das liegt zum einen an ihrem Geschlecht: Frauenbergsteigen galt als etwas Exotisches und die Erfolge von Bergsteigerinnen wurden selten bis nie aufgezeichnet. Die Kletterführer- und Fachautorin Anette Köhler nennt dies die historische „Frauenleiche im Keller“ der Alpenvereine. Tourenberichte wurden meist von den jeweiligen Sektionen der Alpenvereine veröffentlicht, um die Erfolge ihrer Mitglieder darzustellen. Frauen wurden aber bis weit in die 1980er-Jahre nicht als Vollmitglieder aufgenommen; daher wurden ihre Erfolge auch nicht aufgezeichnet, und sie wurden höchstens als Seilpartnerin bei den Besteigungen eines Mannes erwähnt. Aufgenommen wurden Frauen nur als Ehefrauen bzw. assoziierte Mitglieder ohne Stimmberechtigung. Eine rühmliche Ausnahme bildet die Sektion Donauland, die schon früh Frauen als Vollmitglieder aufnahm. Hier wurden aber wiederum zahlreiche Aufzeichnungen aus antisemitischen Motiven vernichtet.
Eisenbergs jüdische Herkunft war der andere Grund, warum ihre Leistungen in Vergessenheit gerieten: Antisemitische Vorurteile, vor allem aber der Nationalsozialismus führten dazu, dass Unterlagen und Informationen über jüdische Bergsteiger und Bergsteigerinnen wie Eisenberg weitestgehend getilgt wurden. Erst ab etwa 1980 wurde wieder an sie erinnert. Dieses Schicksal teilt sie mit anderen jüdischen Bergsteigern wie Paul Preuß, den Brüdern Mayer, Rudolf Reiff, Jeanne Immink, Gottfried Merzbacher oder Joseph Braunstein. Auch in Italien wurden jüdische Kletterer ausgegrenzt, so wurde Ugo Ottolenghi di Vallepiana aus dem CAI ausgeschlossen, da er Jude war.